# Lucas Digne
Lucas Digne (Meaux, 20 juli 1993) is een Frans voetballer die doorgaans als linksback speelt. Hij tekende in januari 2022 een contract bij Aston Villa, dat circa €30 miljoen voor hem betaalde aan Everton. Digne debuteerde in maart 2014 in het Frans voetbalelftal.

## Clubcarrière

### Lille
Digne speelde in de jeugd van Mareuil-sur-Ourcq en Crépy-en-Valois, voor hij in 2005 op twaalfjarige leeftijd in de jeugd ging spelen van Lille OSC, waar hij op 27 juli 2010 zijn eerste professionele contract tekende. Hij kwam tijdens het seizoen 2011/12 bij de selectie van het eerste elftal. Digne maakte op 26 oktober 2011 zijn debuut in de hoofdmacht van Lille tijdens een wedstrijd in de Coupe de la Ligue tegen CS Sedan. Na de winterstop werd hij de nieuwe linksback van Lille en kwam hij in zestien van de negentien wedstrijden in actie, vaak als basisspeler.
Op 29 augustus 2012 scoorde hij in de Champions League-kwalificatiewedstrijd tegen FC Kopenhagen de 1-0, waarmee een 1-0 nederlaag in de heenwedstrijd werd goedgemaakt. Daarna won Lille na verlenging. Hij dwong in het seizoen 2012/13 een basisplaats af in het elftal van toenmalig trainer Rudi Garcia. Hij speelde in totaal 33 competitiewedstrijden en kwam daarin tot twee goals. In totaal speelde Digne 62 wedstrijden voor Lille, waarin hij goed was voor drie goals en drie assists.

### Paris Saint-Germain
Digne tekende op 17 juli 2013 een vijfjarig contract bij Paris Saint-Germain, dat vijftien miljoen euro voor hem betaalde aan Lille OSC. Hier moest hij voor zijn plaats gaan concurreren met Maxwell. Hij debuteerde op 13 september tegen Girondins de Bordeaux. Hij kwam in twee jaar jaar tot 43 wedstrijden, waarin hij goed was voor vijf assists. Hij werd in beide seizoenen kampioen van Frankrijk, won tweemaal de Coupe de la Ligue, eenmaal de Coupe de France en eenmaal de Trophée des Champions. 

### AS Roma
Paris Saint-Germain verhuurde Digne in augustus 2015 voor een jaar aan AS Roma, de nummer twee van de Serie A in het voorgaande seizoen. Dat bedong daarbij een optie tot koop. Hij maakte op 30 augustus in de topper tegen Juventus (2-1 winst) zijn debuut voor Roma. Op 26 september scoorde hij tegen Carpi FC 1909 zijn eerste doelpunt voor AS Roma. Digne eindigde dat seizoen met AS Roma op de derde plaats. Zelf kwam hij tot drie goals en vier assists in 42 wedstrijden in alle competities.

### FC Barcelona
Digne tekende in juli 2016 een contract tot medio 2021 bij FC Barcelona, de kampioen van Spanje in de voorgaande twee seizoenen. Dat betaalde circa €16,5 miljoen voor hem aan Paris Saint-Germain. Barcelona stelde de Franse club daarbij tot €4 miljoen extra aan eventuele bonussen in het vooruitzicht. Hij maakte op 14 augustus in de heenwedstrijd om de Supercopa de España zijn debuut voor FC Barcelona. In de return drie dagen later was hij goed voor een assist op de laatste treffer van Lionel Messi. Op 21 december scoorde Digne zijn eerste goal voor FC Barcelona en de openingstreffer in een 7-0 overwinning in de beker op Hércules Alicante. 
Het lukte Digne in de volgende twee seizoenen niet om een stabiele basisspeler te worden bij de Spaanse club. Hij kwam tot 46 wedstrijden, twee goals en drie assists en won in zijn periode bij FC Barcelona eenmaal de Primera División, twee keer de Copa del Rey en eenmaal de Supercopa. 

### Everton
Digne tekende in augustus 2018 een contract tot medio 2023 bij Everton. Dat betaalde circa € 20,2 miljoen voor hem aan FC Barcelona. Onder coach Marco Silva werd hij binnen een paar weken basisspeler bij de Engelse club. Hij maakte op 11 augustus tegen Wolverhampton Wanderers zijn debuut voor Everton. Op 10 december was hij tegen Watford goed voor zijn eerste doelpunt voor Everton. Op 26 december was hij tegen Burnley goed voor twee goals in een 5-1 overwinning. Hij scoorde vier goals en gaf vijf assists in 37 wedstrijden, zijn beste seizoen wat betreft goalcontributies.
Op 19 oktober 2019 was Digne tegen West Ham United voor het eerst aanvoerder van Everton, door afwezigheid van vaste captains Leighton Baines en Séamus Coleman. Digne eindigde drie seizoenen onderaan het linkerrijtje van de Premier League. Halverwege het seizoen 2021/22 zakte Everton weg naar de vijftiende plek op de ranglijst en de laatste vier wedstrijden kwam Digne ineens niet meer aan spelen toe. Hij kwam tot 127 wedstrijden voor Everton, waarin hij tot zes goals en twintig assists kwam. 

### Aston Villa
Op 13 januari 2022 werd bekendgemaakt dat Digne een contract had getekend bij Aston Villa. De club uit Birmingham betaalde circa €30 miljoen voor hem aan Everton. Hij maakte twee dagen later als basisspeler zijn debuut in een 2-2 tegen Manchester United. Een week later gaf hij uitgerekend tegen Everton de assist op de enige treffer van de wedstrijd van Emiliano Buendía. Op 27 november scoorde Digne tegen Manchester United zijn eerste treffer voor Everton. In zijn tweede seizoen in Birmingham eindigde Digne als zevende, wat deelname aan de Conference League betekende. 
Digne leverde drie assists in een 5-0 overwinning op Hibernian in de kwalificatie voor de Conference League, waarin Digne op 21 september 2023 tegen Legia Warschau zijn debuut maakte met meteen een doelpunt. Dat seizoen haalde Aston Villa de halve finale van de Conference League en eindigde het vierde in de Premier League, wat deelname aan de Champions League betekende. 

## Clubstatistieken
| Seizoen         | Club                | Competitie       | Competitie | Competitie | Beker | Beker | Europees | Europees | Totaal | Totaal |
| Seizoen         | Club                | Competitie       | Wed.       | Dlp.       | Wed.  | Dlp.  | Wed.     | Dlp.     | Wed.   | Dlp.   |
| --------------- | ------------------- | ---------------- | ---------- | ---------- | ----- | ----- | -------- | -------- | ------ | ------ |
| 2011/12         | Lille OSC           | Ligue 1          | 16         | 0          | 2     | 0     | 0        | 0        | 18     | 0      |
| 2012/13         | Lille OSC           | Ligue 1          | 33         | 2          | 4     | 0     | 7        | 1        | 44     | 3      |
| 2013/14         | Paris Saint-Germain | Ligue 1          | 15         | 0          | 3     | 0     | 2        | 0        | 20     | 0      |
| 2014/15         | Paris Saint-Germain | Ligue 1          | 15         | 0          | 7     | 0     | 1        | 0        | 23     | 0      |
| 2015/16         | → AS Roma           | Serie A          | 33         | 3          | 1     | 0     | 8        | 0        | 42     | 3      |
| 2016/17         | FC Barcelona        | Primera División | 17         | 0          | 3     | 1     | 4        | 0        | 24     | 1      |
| 2017/18         | FC Barcelona        | Primera División | 12         | 0          | 4     | 0     | 3        | 1        | 19     | 1      |
| 2018/19         | Everton             | Premier League   | 35         | 4          | 2     | 0     | —        | —        | 37     | 4      |
| 2019/20         | Everton             | Premier League   | 35         | 0          | 4     | 1     | —        | —        | 39     | 1      |
| 2020/21         | Everton             | Premier League   | 30         | 0          | 6     | 0     | —        | —        | 36     | 0      |
| 2021/22         | Everton             | Premier League   | 13         | 0          | 2     | 1     | —        | —        | 15     | 1      |
| 2021/22         | Aston Villa         | Premier League   | 16         | 0          | 0     | 0     | —        | —        | 16     | 0      |
| 2022/23         | Aston Villa         | Premier League   | 28         | 1          | 3     | 1     | —        | —        | 31     | 2      |
| 2023/24         | Aston Villa         | Premier League   | 33         | 1          | 1     | 0     | 12       | 1        | 46     | 2      |
| Carrière totaal | Carrière totaal     | Carrière totaal  | 331        | 12         | 43    | 4     | 37       | 3        | 410    | 18     |

Bijgewerkt op 23 mei 2024.

## Interlandcarrière
Digne speelde in diverse Franse nationale jeugdelftallen. In 2013 won hij met Frankrijk –20 het wereldkampioenschap voetbal onder 20 in Turkije. Hij maakte op woensdag  5 maart 2014 onder leiding van bondscoach Didier Deschamps zijn debuut in het Frans voetbalelftal, toen hij in een met 2–0 gewonnen oefeninterland tegen Nederland na 45 minuten inviel voor Patrice Evra. Deschamps nam hem een paar maanden later ook mee naar het WK 2014. Hierop kwam hij één keer in actie; hij speelde de groepswedstrijd tegen Ecuador (0–0) van begin tot eind.
Bondscoach Deschamps nam Digne op 12 mei 2016 ook op in de Franse selectie voor het EK 2016, in eigen land. Hierop bereikten zijn ploeggenoten de finale, die ze met 0–1 verloren van Portugal. Hij kwam tijdens het toernooi zelf niet in actie.
Digne ontbrak in de 23-koppige selectie van Les Bleus voor het WK voetbal 2018 in Rusland, net als Alexandre Lacazette (Arsenal), Anthony Martial (Manchester United), Dimitri Payet (Olympique Marseille) en Karim Benzema (Real Madrid). Na afloop van het toernooi haalde Deschamps hem weer bij de selectie voor wedstrijden in de UEFA Nations League en de kwalificatie voor het EK 2020.

## Erelijst
| Competitie                |                     |                     |                     |                     |
| Competitie                | Aantal              | Jaren               |                     |                     |
| Paris Saint-Germain       | Paris Saint-Germain | Paris Saint-Germain | Paris Saint-Germain | Paris Saint-Germain |
| ------------------------- | ------------------- | ------------------- | ------------------- | ------------------- |
| Kampioen Ligue 1          | 2x                  | 2013/14, 2014/15    |                     |                     |
| Coupe de France           | 1x                  | 2014/15             |                     |                     |
| Coupe de la Ligue         | 2x                  | 2013/14, 2014/15    |                     |                     |
| Trophée des Champions     | 3x                  | 2013, 2014, 2015    |                     |                     |
| FC Barcelona              |                     |                     |                     |                     |
| Kampioen Primera División | 1x                  | 2017/18             |                     |                     |
| Copa del Rey              | 2x                  | 2016/17, 2017/18    |                     |                     |
| Supercopa                 | 1x                  | 2016                |                     |                     |
| Frankrijk –20             |                     |                     |                     |                     |
| Wereldkampioen –20        | 1x                  | 2013                |                     |                     |

2 Cash ·
3 Carlos ·
4 Konsa ·
5 Mings ·
6 Barkley ·
7 McGinn  ·
8 Tielemans ·
Rashford ·
10 Buendía ·
11 Watkins ·
12 Digne ·
14 Torres ·
18 Gauci ·
19 Philogene ·
20 Nedeljković ·
22 Maatsen ·
23 Martínez ·
24 Onana ·
25 Olsen ·
26 Bogarde ·
27 Rogers ·
30 Hause ·
31 Bailey ·
41 Ramsey ·
44 Kamara ·
50 Swinkels ·
Coach: Emery
1 Lloris  ·  
2 Debuchy ·
3 Evra ·
4 Varane ·
5 Sakho ·
6 Cabaye ·
7 Cabella ·
8 Valbuena ·
9 Giroud ·
10 Benzema ·
11 Griezmann ·
12 Mavuba ·
13 Mangala ·
14 Matuidi ·
15 Sagna ·
16 Ruffier ·
17 Digne ·
18 Sissoko ·
19 Pogba ·
20 Rémy ·
21 Koscielny ·
22 Schneiderlin ·
23 Landreau ·
Coach: Deschamps
1 Lloris  ·
2 Jallet ·
3 Evra ·
4 Rami ·
5 Kanté ·
6 Cabaye ·
7 Griezmann ·
8 Payet ·
9 Giroud ·
10 Gignac ·
11 Martial ·
12 Schneiderlin ·
13 Mangala ·
14 Matuidi ·
15 Pogba ·
16 Mandanda ·
17 Digne ·
18 Sissoko ·
19 Sagna ·
20 Coman ·
21 Koscielny ·
22 Umtiti ·
23 Costil ·
Coach: Deschamps
1 Lloris  ·
2 Pavard ·
3 Kimpembe ·
4 Varane ·
5 Lenglet ·
6 Pogba ·
7 Griezmann ·
8 Lemar ·
9 Giroud ·
10 Mbappé ·
11 Dembélé ·
12 Tolisso ·
13 Kanté ·
14 Rabiot ·
15 Zouma ·
16 Mandanda ·
17 Sissoko ·
18 Digne ·
19 Benzema ·
20 Coman ·
21 Hernández ·
22 Ben Yedder ·
23 Maignan ·
24 Dubois ·
25 Koundé ·
26 Thuram ·
Coach: Deschamps